# Charles Clément, canut de Lyon
Pour les articles homonymes, voir Charles Clément et Clément.
Charles Clément, canut de Lyon est un téléfilm français, tourné à Lyon, écrit par Jean-Dominique de la Rochefoucauld, réalisé par Roger Kahane et diffusé aux Dossiers de l'écran le mardi 20 novembre 1979 sur Antenne 2.

## Résumé
La révolte des canuts.

## Fiche technique
- Présentation : Alain Jérôme
- Une émission de : Armand Jammot
- Réalisation de : Francis Caillaud
- Réalisateur du téléfilm : Roger Kahane
- Auteur et Scénariste : Jean-Dominique de La Rochefoucauld
- Créateur de costumes : Monique Plotin
- Décorateur : Gérard Dubois
- Directeur de la photographie : Philippe Bataillon
- Conseiller historique : Fernand Rude

## Distribution
- André Weber : Charles Clément
- Bruno Balp : Populus
- Jacques Monod : Achard-James
- Louis Lyonnet : Gamot
- Roger Jacquet : Fleichet
- Yves Brainville : Dufaille
- Robert Etcheverry : Fulchiron
- Jean Lanier : Bouvier-Dumolard
- René Breuil : Lahure
- Béatrice Audry : Marie
- Jacques Lalande : le directeur de la prison
- Serge Pauthe : Martin
- André Sanfratello : Bujol
- Robert Alain : Régnier
- Jean Marigny : le républicain
- Jean-Claude Tiercelet : Corteys
- Maurice Deschamps : Bouverie
- André Lacombe : un canut
- Leny Escudero : le chanteur
- Loïc Laillier
- Marie-France Ray
- Paul Bisciglia

## Débat
Le débat est préparé par Guy Darbois et Anne-Marie Lamory sur le thème Le Mouvement des canuts au XIXe siècle.
- Les participants : 
  - Fernand Rude, auteur de C'est nous les canuts
  - Maurice Moissonnier, auteur de La Révolte des canuts
  - Lucien Berger, président de La Maison des Canuts
  - Georges Mattelon, ouvrier
  - Yves Lequin, professeur à Lyon-II

## Sources
- Télé 7 jours, n°1016 du 17 novembre 1979